# Monte Misen
Il monte Misen (弥山) è situato sull'isola di Itsukushima nella prefettura di Hiroshima, Giappone.
Considerato una montagna sacra, è la vetta più alta dell'isola con la sua altitudine di 535 metri. Ai suoi piedi sorge il santuario di Itsukushima, patrimonio dell'umanità dell'UNESCO. Il mare interno di Seto che circonda l'isola e l'isola stessa fanno parte del parco nazionale del mare interno di Seto.